# Lisie Dziury

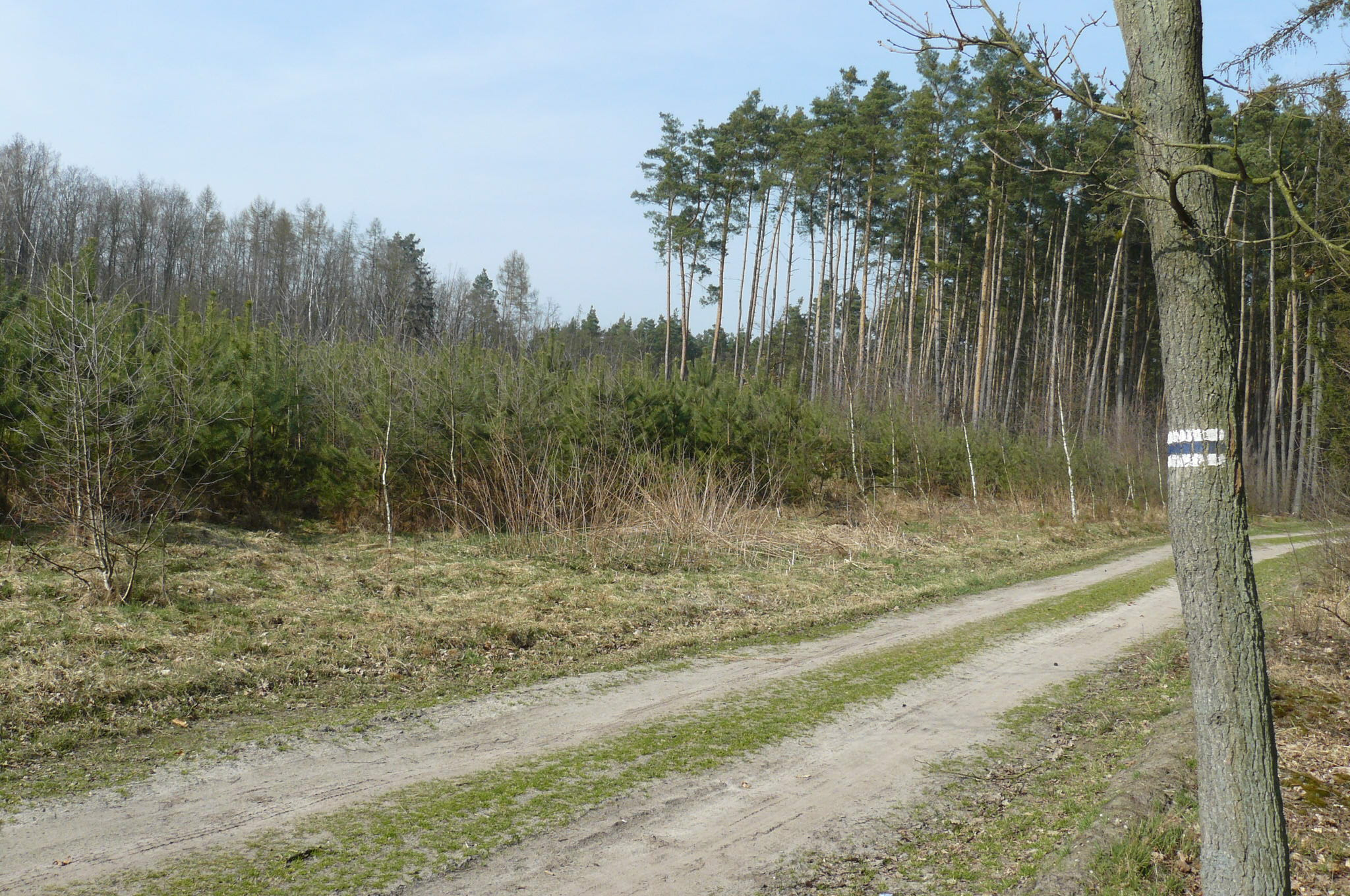
Lisie Dziury - szlak pieszy

Lisie Dziury - dolna część dolinki bezimiennego cieku, która znajduje się przy zachodnim brzegu, w południowej części Jeziora Wonieść oraz około 1 km na północ od wsi Witosław i jest dość głęboko wcięta w stosunku do otaczających ją terenów. Różnica pomiędzy górną a dolną częścią dolinki wynosi około 20 m. Dolinka jest w większości zalesiona borem sosnowym. 
W poprzek Lisich Dziur przechodzą szlaki turystyczne: pieszy (niebieski) z Osiecznej do Racotu, rowerowy Wzdłuż lasów i jezior z Osiecznej przez Witosław do Zglińca i kajakowy (po Jeziorze Wonieść).